# Калініно (Алатирський район)
Калі́ніно (рос. Калинино, чув. Калинино) — селище у складі Алатирського району Чувашії, Росія. Входить до складу Восходського сільського поселення.
Населення — 353 особи (2010; 224 у 2002).
Національний склад:
- чуваші — 37 %
- росіяни — 29 %